# Antonio Bonet Salamanca
Antonio Bonet Salamanca, Logroño, 1956. Doctor en Historia del Arte, sus trabajos de investigación se han centrado en la escultura e imaginería religiosa.

## Biografía
Estudió Geografía e Historia en la Universidad de Zaragoza y de Historia del Arte en la Universidad Complutense de Madrid, doctorándose con la tesis, "Aproximación a la Imaginería Procesional Contemporánea, 1940-1990".

## Obra
Su actividad académica se centra en el estudio de la religiosidad popular y sus manifestaciones en la imaginería procesional, con especial incidencia en los autores de dichas imágenes.
Ha escrito numerosos trabajos destinados a publicaciones especializadas en Historia del Arte, escultura e imaginería religiosa.
Colabora en Congresos, encuentros y publicaciones vinculados con el mundo de las hermandades de penitencia procesional.

Dirige y coordina la revista Pasos de Arte y Cultura sobre el mundo de la escultura e imaginería religiosa.

## Obras
- Diccionario de pintores y escultores españoles del siglo XX. Editorial Forum Artis. Madrid. 1994.
- Vida y obra del escultor Luis Marco Perez. Tercerol. Cuadernos de Investigación. 1999. ISSN 1136-128X.
- Escultura procesional en Madrid. Editorial Eneida. 2009. ISBN 84-613-4420-8.